# Elymnias malis
Elymnias malis är en fjärilsart som beskrevs av Semper 1886. Elymnias malis ingår i släktet Elymnias och familjen praktfjärilar. Inga underarter finns listade i Catalogue of Life.